# Постріл у спину
Постріл у спину — скандальний монумент «жертвам ОУН-УПА», встановлений 14 вересня 2007 року у місті Сімферополь на Совєтській площі. Ініціаторами встановлення пам'ятника виступили республіканський комітет Компартії України та громадсько-політична організація «Родіна». Кошти на встановлення були зібрані Комуністичною партією у вигляді пожертвувань.

## Опис
Пам'ятник — це композиція з жіночої і чоловічої фігур: жінка намагається утримати тіло чоловіка, пораненого пострілом у спину. На табличці під скульптурою написано:
| «У пам'ять про жертв радянського народу, полеглих від рук посібників фашистів - вояків ОУН-УПА та інших колабораціоністів».Оригінальний текст (рос.) «В память о жертвах советского народа, павших от рук пособников фашистов – вояк ОУН-УПА и других коллаборационистов». |
Цікавим є те, що його було встановлено за декілька метрів від пам'ятника Петру Григоренку — відомому правозахиснику, який виступав на захист кримських татар та інших депортованих народів.

## Відкриття
У день відкриття монумента відбувся конфлікт між представниками місцевого осередку КПУ та ПСПУ. За словами Валерія Іванова, головного прогресивного соціаліста півострова і депутата ВР Криму, п'ятеро комуністів вранці «виволокли з намета за волосся і кинули на землю депутата Київської райради, пенсіонерку та інваліда Валентину Андріянчеву». Також вони, за підтримки міліції, винесли в невідомому напрямку намет, агітлітературу, прапор, стіл та стілець. У відповідь на це лідер кримських комуністів Леонід Грач заявив: «Містер Іванов відомий нам усім як людина з сокирою і без царя у голові».

## Оцінка
Лідер КПУ Петро Симоненко заявив:

| «Ми сьогодні застерігаємо наше молоде покоління про те, що неофашизм має конкретні ознаки у нас в Україні, — прокоментував лідер КПУ встановлення самого пам'ятника. — На жаль, певні політичні сили, які рвуться до влади, є носіями цієї ідеології і саме цю ідеологію насаджують як у внутрішній, так і в зовнішній політиці. Я вважаю, що ініціатива, яку ми, комуністи, проявили і тут сьогодні реалізовується в Криму, вона об'єктивна».[4] |
Лідер кримських комуністів Леонід Грач так прокоментував причину спорудження монументу:

| «Понад 4000 громадян Радянського Союзу, що проживали в той час на території Кримської області і були відправлені на Західну Україну для того, щоб надати допомогу, загинули від рук посібників фашистів, колабораціоністів, як хочете їх називайте. Я називаю їх звірами».[4] |
Один з лідерів УНП Степан Хмара закликав «притягти до відповідальності осіб, причетних до відкриття в Сімферополі антиукраїнського пам'ятника, спорудженого коштом КПУ та російських комуністів».
Глава партії Християнсько-демократичний Союз Володимир Стретович виступив проти ініціативи комуністів:

| «Нас дивує те, що такі антиукраїнські наміри, небезпечні для єдності країни, її розвитку як незалежної держави і забезпечення громадського порядку в ній, здатні активізувати сепаратистські настрої, поки не знайшли адекватної відповіді з боку вищої влади Автономної Республіки Крим».[4] |
Лідер кримського Руху Леонід Пілунський заявив «Главреду»:

| «Це стовідсоткова провокація комуністів. Вони тільки провокаціями й жили. Тому що більшого цинізму важко собі уявити. Партія, яка в 1920 році тільки росіян в Криму знищила 185.000 осіб. Крим не має до ОУН-УПА абсолютно жодного відношення. Тут був лише один загін, який взимку 1942-го був знищений. І вони воювали проти Гітлера».[4] |